# Vetstofwisseling
De vetstofwisseling is het fysiologische proces waarbij het lichaam vetten vormt uit de in de darmen opgenomen voedingsstoffen, of afbreekt. Deze processen vinden voornamelijk plaats in de lever.
In de levercellen worden vetten gevormd uit vetzuren en glycerol en naargelang de omstandigheden ook uit glucose. De lever is in staat de meeste vetzuren zelf te maken, op enkele na, die daarom essentieel genoemd worden. Er kan een kleine hoeveelheid vet in de lever opgeslagen worden, ongeveer 5% van het gewicht van de lever. Als de lever is aangetast door overmatig alcoholgebruik wordt er veel vet in de lever afgezet.
Andersom breken de levercellen indien nodig vetten af tot vetzuren en glycerol. Ook kan de lever verzadigde vetzuren omzetten in onverzadigde vetzuren. De lever zet bovendien de vetachtige stof cholesterol om in galzure zouten of produceert zelf cholesterol. De galzure zouten die bij de afbraak van cholesterol ontstaan, komen in de gal terecht.